# Livada Beiușului
Livada Beiușului – wieś w Rumunii, w okręgu Bihor, w gminie Drăgănești. W 2011 roku liczyła 132 mieszkańców.